# Киджондон

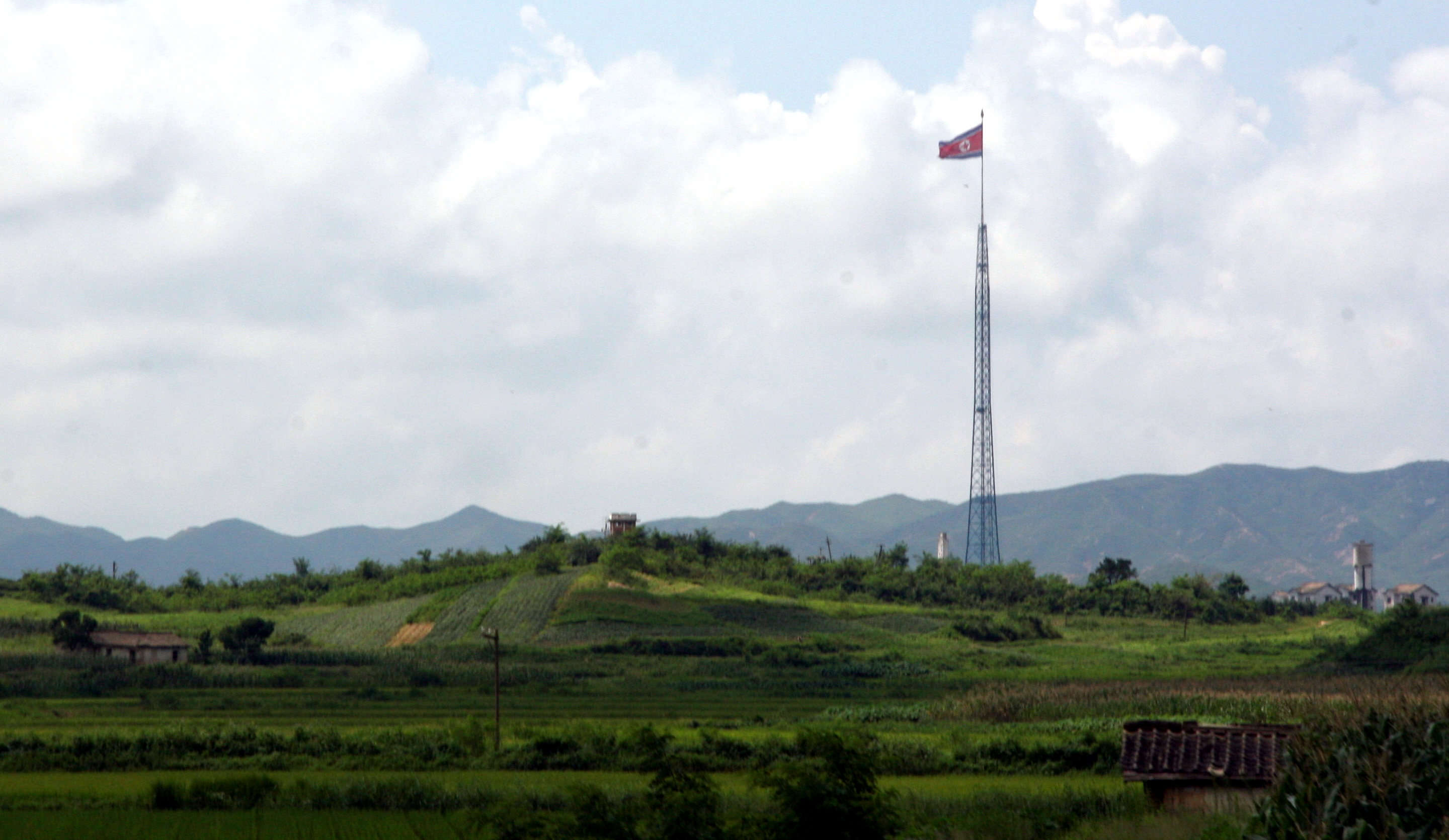
Киджондон

Киджондон (кор. 기정동?, 機井洞?) — деревня в общине Пханмунджонни района Пханмун-Гуёк города Кэсон, КНДР, расположенная у Демилитаризованной зоны. В западных СМИ часто называется «пропагандистской деревней» (The Propaganda Village).
В полностью закрытой Северной Корее это единственный населённый пункт, который можно наблюдать с территории Южной Кореи.
Согласно официальной позиции Северной Кореи, в деревне проживают 200 семей фермеров, к их услугам ясли, детский сад, две школы (начальная и средняя), больница.

## История сооружения
Деревня была построена в 1950-х годах и представляла собой множество ярко окрашенных домов с явными признаками электрификации (на тот момент — роскошь для сельской местности как Северной, так и Южной Кореи).
Утверждение о том, что Киджондон является потёмкинской деревней, основывается на следующих наблюдениях:
1. Свет в окнах загорается, но строго в одних и тех же частях зданий и в одно и то же время.
2. В отдельных частях деревни изредка появляются лишь строители, а в остальное время на улицах не видно никого, кроме солдат и женщин, моющих окна.
3. Женщины — одни и те же в течение 15 лет[2].

После появления мощной оптической техники южнокорейцы доказали, что здания представляют собой лишь «коробки», без внутренних помещений.

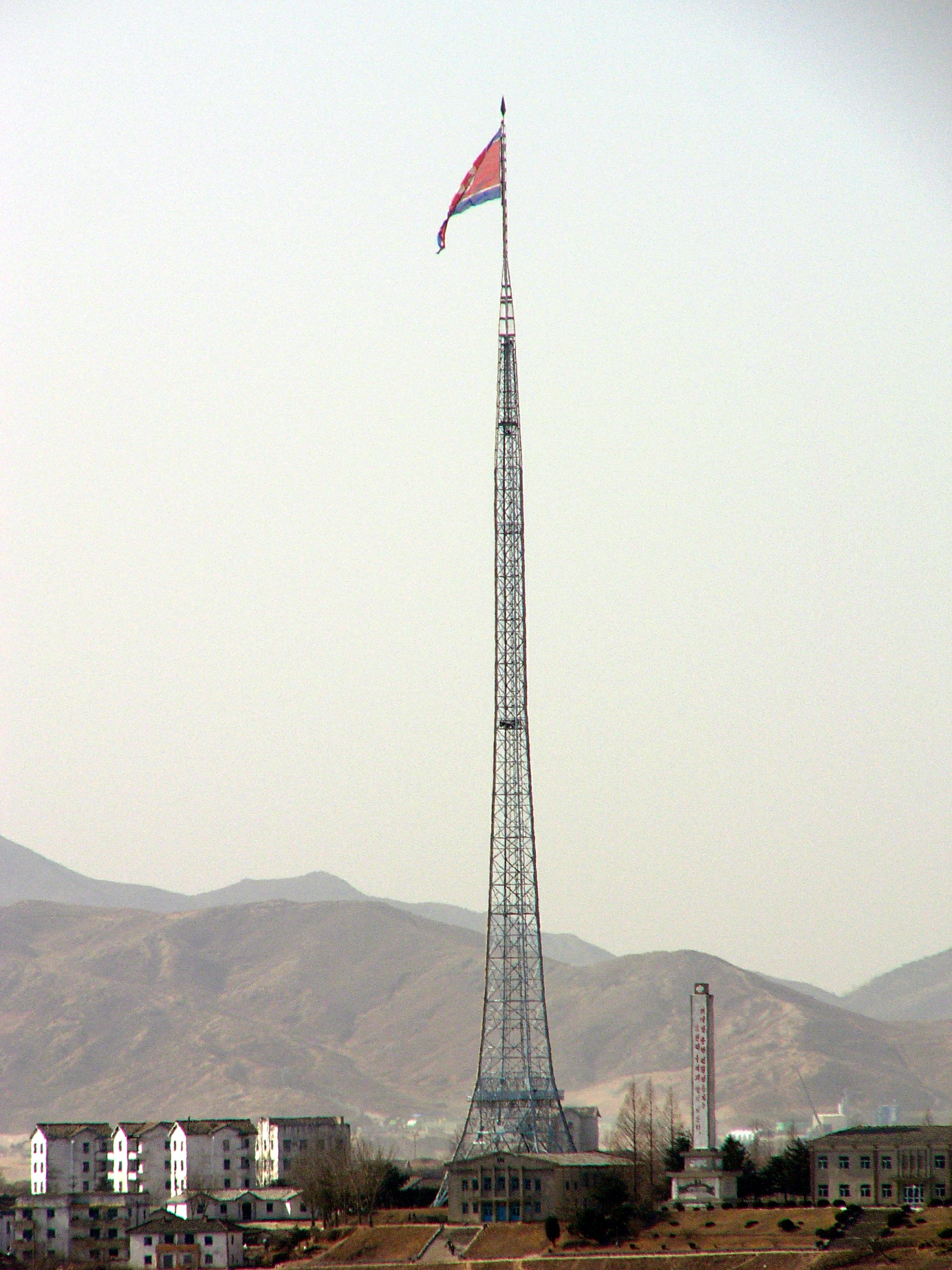

До 2004 года мощнейшие динамики, установленные на зданиях Киджондона, транслировали передачи, восхваляющие достоинства жизни в Северной Корее, и утверждающие, что южнокорейцы, перешедшие границу, будут встречены как братья.
В 2004 году, видимо, поняв, что эффективность таких передач — минимальна, их содержание поменяли на простую антизападную пропаганду и патриотические марши. Объём вещания составлял 20 часов в день.
В том же году правительство Южной Кореи решило, наконец, принять своеобразные ответные меры. В южнокорейской деревне Пханмунджом, находящейся в 1,8 км от Киджондона, были установлены собственные ревущие динамики, которые стали транслировать южнокорейскую рок-музыку.
В итоге шум в районе Демилитаризованной зоны стал абсолютно невыносимым, и по негласному соглашению обе стороны отключили динамики.
Похожее соревнование развернулось и в сфере высоты флагштоков, установленных, соответственно, в деревне Киджондон и на южнокорейской территории. Обе стороны попеременно наращивали высоту флагштоков.
Результатом этого соревнования, прозванного западной печатью «войной флагштоков» (англ. flagpole war), стал на тот момент высочайший в мире флагшток Киджондона: его высота составляет 160 метров. Вес флага — 270 килограммов, а для его подъёма требуется 50 человек.
Однако Книга рекордов Гиннесса отказывается называть возведённую конструкцию флагштоком, предпочитая называть так лишь неподдерживаемую (англ. free-standing) структуру, вертикальный столб.